# Il volontario
Il volontario (The Volunteer Worker) è un film del 1940 diretto da Riley Thomson. È un cortometraggio animato con protagonista Paperino uscito negli Stati Uniti il 1º settembre 1940, distribuito dalla RKO Radio Pictures. Questo breve cortometraggio venne realizzato come propaganda per sostenere le opere di beneficenza.
Nel DVD Walt Disney Treasures: Semplicemente Paperino - Vol. 2 viene presentato con il titolo Il lavoratore volontario.

## Trama
Paperino, cantando Ehi-Ho! da Biancaneve e i sette nani, cerca di porta in porta qualcuno che doni dei soldi per beneficenza, ma tutti si rifiutano. Cammina finché non gli dolgono i piedi, e si siede su un marciapiede in preda allo sconforto. Fortunatamente incontra un uomo che sta scavando per strada, il quale dice che la beneficenza lo ha aiutato molto durante un momento difficile. Poi dice che non ha molto, ma se tutti donassero qualcosa sarebbe un grosso aiuto. Così dà a Paperino un dollaro, e il papero, felicissimo, gli appunta una spilla con scritto "Io ho donato".

## Distribuzione

### Edizioni home video

#### DVD
Il cortometraggio è incluso in due volumi della serie Walt Disney Treasures: Semplicemente Paperino - Vol. 1 (come Easter egg) e Semplicemente Paperino - Vol. 2 (come contenuto speciale). In entrambi è presente in inglese con sottotitoli.